# Paprikasnuitkever
De paprikasnuitkever (Anthonomus eugenii) is een snuitkever die eitjes legt in de bloemknoppen van paprika's, waarop de larven deze opeten. 

## Verspreiding en leefgebied
De paprikasnuitkever (Engels: pepper weevil) komt oorspronkelijk voor in Midden-Amerika en het zuiden van de Verenigde Staten.

## Bestrijding
In juli 2012 werd de paprikasnuitkever, waarvan gemeend werd dat hij niet in Europa voorkwam, onverwacht aangetroffen bij een Nederlands paprikabedrijf. Hoewel de kever volgens de Nederlandse Voedsel- en Warenautoriteit in Nederland niet 's winters buiten kan overleven, kan hij dat in kassen wel. Op 20 november 2012 werd daarom tijdelijk wettelijk vrijstelling verleend voor het gebruik van het gewasbeschermingsmiddel Denkavepon-50 (met als werkzaam bestanddeel 500 gram dichloorvos per liter) ter bestrijding van deze snuitkever.
De wespen Bracon mellitor en Catolaccus hunteri behoren tot de natuurlijke vijanden van de paprikasnuitkever.

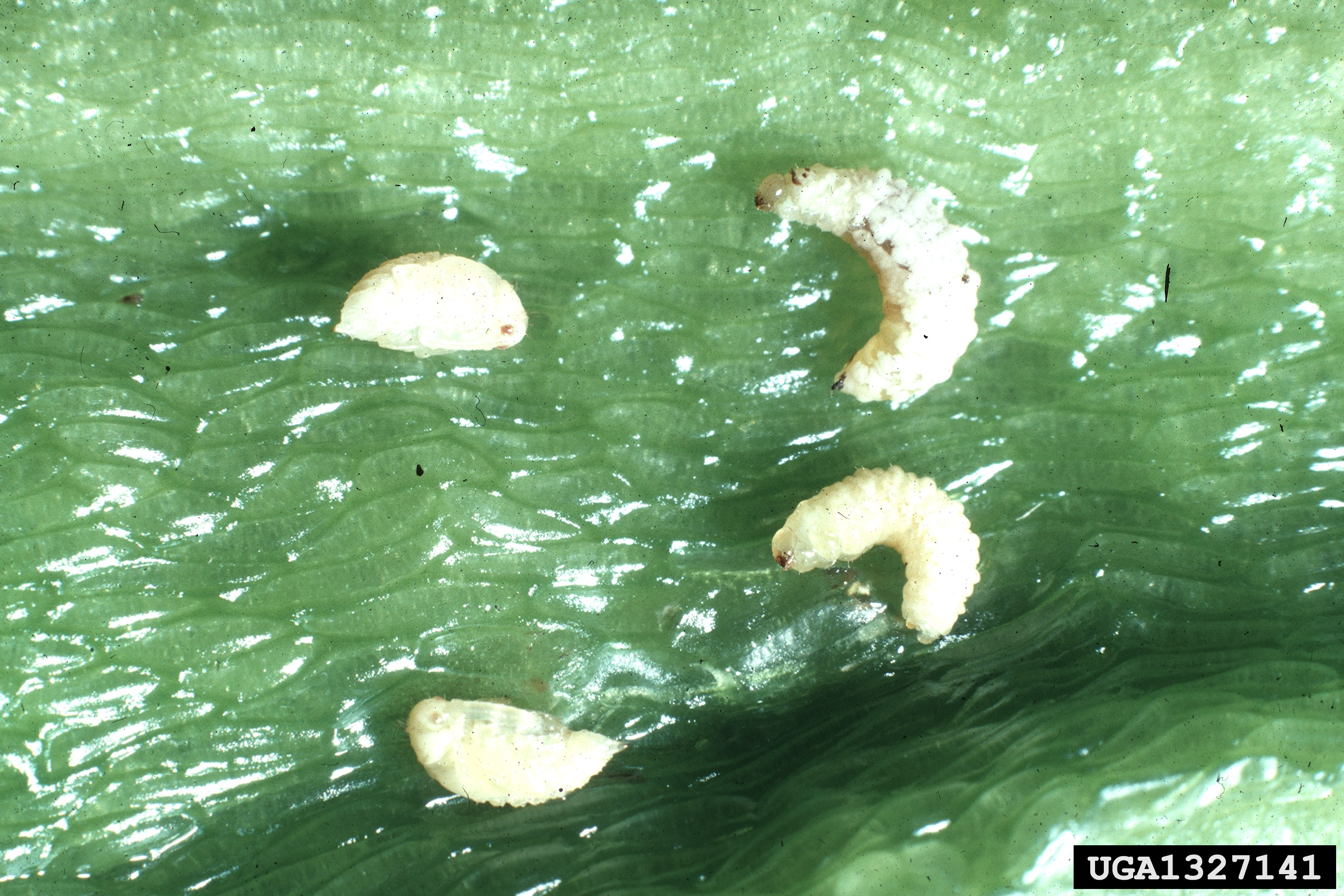
Larven en poppen van de paprikasnuitkever in een groene paprika